# Дзядикевич Святослав Юрійович
Святослав Юрійович Дзядикевич (нар. 8 червня 1995, Зборів, Тернопільська область, Україна) — український футболіст, нападник.

## Життєпис
Вихованець львівських «Карпат», за юнацькі та молодіжну команду яких виступав з 2012 по 2016 рік. Дорослу футбольну кар'єру розпочав 2016 році в «Чорткові», за який провів 1 поєдинок в аматорському чемпіонаті України. Проте вже незабаром після цього перейшов до іншого представника аматорського чемпіонату України, «Ниви». На професіональному рівні дебютував за тернопільський клуб 9 липня 2017 року в переможному (4:3, серія післяматчевих пенальті) виїзному поєдинку 1-го попереднього раунду кубку України проти харківського «Металіста 1925». Святослав вийшов на поле в стартовому складі, а на 57-ій хвилині його замінив Олександр Апанчук. У Другій лізі України дебютував 22 липня 2017 року в переможному (2:0) домашньому поєдинку 2-го туру проти білоцерківського «Арсеналу-Київщини». Дзядикевич вийшов на поле в стартовому складі та відіграв увесь матч. З липня по серпень 2017 року за тернополян зіграв 5 поєдинків у Другій лізі України та 1 матч у національному кубку. Наприкінці серпня 2017 року перейшов до іншої «Ниви», з Теребовлі. У 2018 році грав за «Зборів» та «Кристал» (Чортків) у чемпіонаті Тернопільської області, а в складі «Кристалу» виступав ще й в аматорському чемпіонаті України.
У 2019 році виїхав за кордон, де уклав договір з представником Канадської футбольної ліги «Юкрейн Юнайтед». У 2020 році повернувся до України, виступав за «Колос» (Бучач) у чемпіонаті Тернопільської області.